# Fabrice Colin

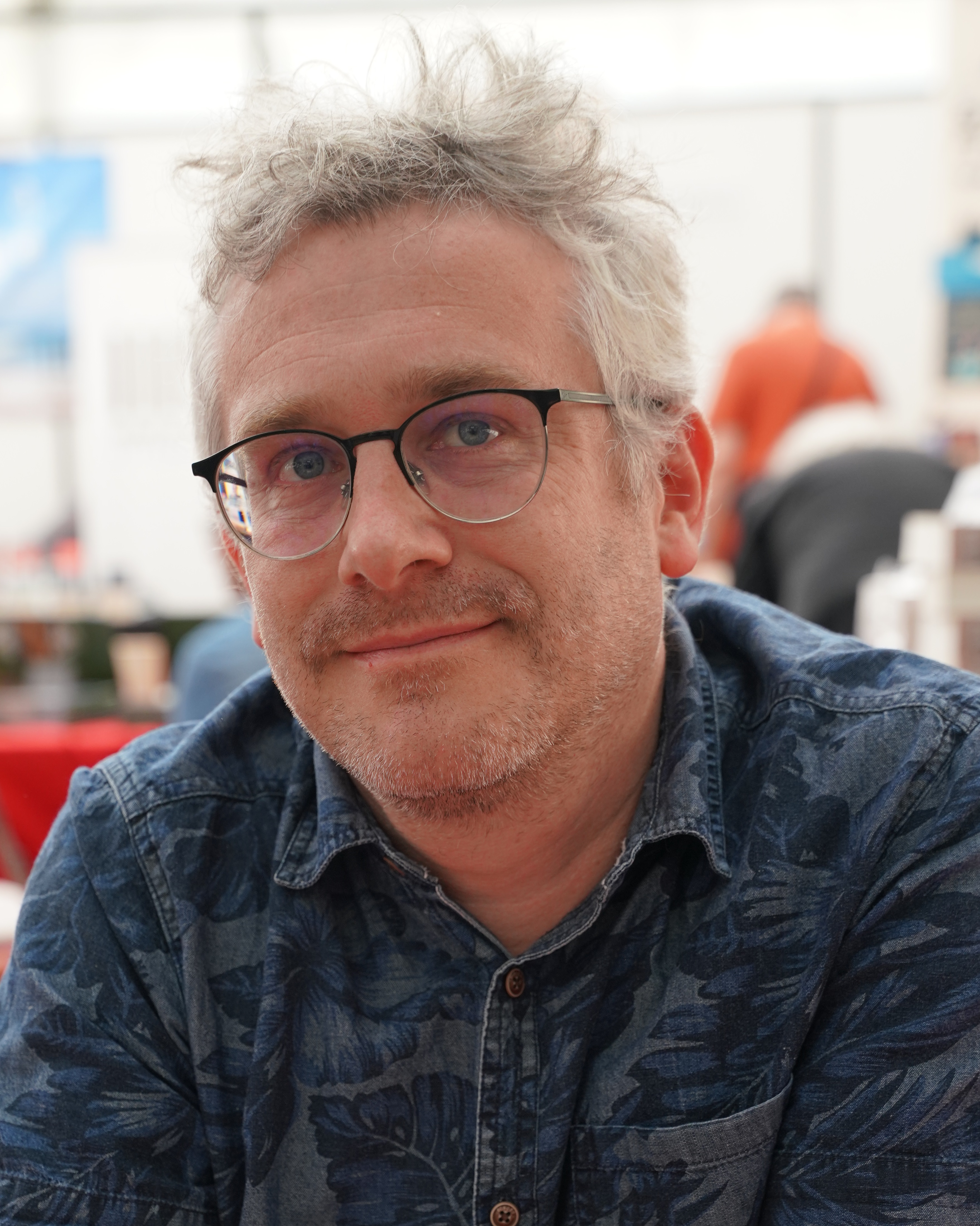
Fabrice Colin, 2023

Fabrice Colin (geboren 6. Juli 1972 in Paris) ist ein französischer Schriftsteller, der zuerst mit Werken in den Genres Fantasy und Science-Fiction bekannt wurde. Er ist Autor zahlreicher Romane für Erwachsene, Jugendromane, Kurzgeschichten und Comics sowie Hörspiele für Radio France. Seit April 2014 ist er Redaktionsleiter der Zeitschrift Super 8.

## Leben und Arbeit
Durch den Anstoß von Stéphane Marsan schrieb Colin 1997 seinen ersten Roman Neunter Kreis. Zuvor arbeitete er als Autor in der Rollenspielentwicklung und war Redakteur des Magazins Casus Belli. Vier Bücher seines umfangreichen Werkes im Bereich Fantasy und Science-Fiction gewannen den Grand Prix de l’Imaginaire. In diesem Genres verfasste er sowohl Jugendbücher (Les enfants de la lune, Projet oXatan, La Malédiction d’Old Haven) als auch Romane (Dreamericana, Or not to be, Kathleen, uvm.). Blue Jay Way, erschienen 2012 bei Sonatine, markiert den ersten Ausflug des Autors ins Krimigenre und einen Wendepunkt in seiner Karriere.

## Werke

### Romane
- Neuvième cercle, Paris, Mnémos, (coll. Angle Mort Nr. 16), 1997.
- Les Cantiques de Mercure, Paris, Mnémos, (coll. Angle Mort Nr. 28), 1997.
- Arcadia

1. Vestiges d'Arcadia, Paris, Mnémos, (coll. Surnaturel Nr. 39), 1998. Prix Ozone 1999 (Meilleur roman de fantasy francophone).
2. La Musique du sommeil, Paris, Mnémos, (coll. Surnaturel Nr. 40), 1998.

- Winterheim (réédité en un volume chez Pygmalion, 2011)

1. Le Fils des ténèbres, Paris, Mnémos, (coll. Légendaire), 1999. Repris en poche chez J'ai Lu.
2. La Saison des conquêtes, Paris, Mnémos, (coll. Légendaire), 1999. Repris en poche chez J'ai Lu.
3. La Fonte des rêves, Paris, J'ai lu, (coll. Millénaires), 2003.

- Confessions d'un automate mangeur d'opium, (mit Mathieu Gaborit), Paris, Mnémos, (coll. Icares Nr. 4), 1999. Prix Bob Morane 2000 (Meilleur roman francophone). Repris en poche au Serpent à plumes.
- À vos souhaits, Paris, Ed. Bragelonne, 2000. Repris en poche chez J'ai Lu.
- Les Enfants de la Lune, Paris, Ed. Mango Jeunesse, (coll. Autres Mondes Nr. 9), 2001. Prix de la PEEP 2001.
- Projet oXatan, Paris, Ed. Mango Jeunesse, (coll. Autres Mondes Nr. 13), 2001. Prix des Incorruptibles 2002, Prix de la Ville de Valenciennes, Prix Gayant lecture.
- Vengeance, Paris, Ed. Bragelonne (~10), 2001. Repris en poche chez J'ai Lu.
- Or not to be, Nantes, L'Atalante, 2002.
- Atomic Bomb, (mit David Calvo), Éditions du Bélial, 2002.
- Dreamericana, Paris, J'ai lu, (coll. Millénaires), 2003. Grand prix de l’Imaginaire 2004 (cat. Roman français).
- CyberPan, Paris, Ed. Mango Jeunesse, (coll. Autres Mondes), 2003. Grand Prix de l'Imaginaire 2004 (cat. Roman jeunesse).
- Sayonara Baby, Nantes, L'Atalante, 2004.
- Le Mensonge du siècle, Paris, Mango Jeunesse, (coll. Autres Mondes), 2004.
- Sunk, (mit David Calvo), Lyon, Les moutons électriques, 2005.
- Invisible, Paris, Mango Jeunesse, (coll. Autres Mondes), 2006.
- Kathleen, Nantes, L'Atalante, 2006.
- Le Syndrome Godzilla, Paris, Intervista, 2006.
- Le Réveil des dieux, Paris, Hachette Jeunesse, 2006.
- Memory Park, Paris, Mango Jeunesse, (coll. Autres Mondes), 2007.
- La Mémoire du vautour, Vauvert, Au Diable Vauvert, 2007.
- La Malédiction d'Old Haven, Albin Michel Jeunesse, coll. Wiz, Paris, 2007.
  - Mary Wickford, Heyne, München, 2009, ISBN 978-3-453-53288-5
- Camelot, Seuil Jeunesse, Paris, 2007.
- Le Grimoire de Merlin (mit André-François Ruaud), Hachette Jeunesse, Paris, 2007.
- Le Livre des monstres - Chroniques du Monde noir (mit André-François Ruaud), Deux Coqs d’Or, Paris, 2008.
- Le Maître des dragons, Paris, Albin Michel Jeunesse, coll. Wiz, 2008.
- La Fin du monde, Paris, Mango Jeunesse, (coll. Autres Mondes), 2009.
- La Saga Mendelson

1. Les Exilés, Paris, Le Seuil, 2009.
2. Les Insoumis, Paris, Le Seuil, 2009.
3. Les Fidèles, Paris, Le Seuil, 2010.

- Les Étranges Sœurs Wilcox

1. Les Vampires de Londres, Paris, Gallimard jeunesse, 2009.
2. L'Ombre de Dracula, Paris, Gallimard jeunesse, 2010.
3. Les Masques de sang, Paris, Gallimard jeunesse, 2011.
4. Le Dernier Sacrifice, Paris, Gallimard jeunesse, 2012.

- Le Jour d'avant, Je Bouquine, 2010.
- Big Fan, Paris, Éditions Inculte, (coll. afterpop), 2010.
- La Vie extraordinaire des gens ordinaires, Paris, Flammarion, 2010.
- Quête dans le Monde noir (mit André-François Ruaud), Paris, Deux Coqs d’Or, 2010.
- Bal de Givre à New York, Paris, Albin Michel, 2011.
- Elric, Les Buveurs d'âmes (mit Michael Moorcock), Paris, Fleuve Noir, 2011.
- Blue Jay Way, Paris, Sonatine éditions, 2012.
- Personne ne te sauvera, Paris, Flammarion / Etonnantissimes, 2012.
- La Dernière Guerre:

1. 49 jours, Paris, Michel Lafon, 2012.
2. Seconde Vie, Paris, Michel Lafon, 2013.

- Ta Mort sera la mienne, Paris, Sonatine éditions, 2013.
- Enfin la sixième !, Paris, Play-Bac, 2014
- Passeurs de mort, Paris, Flammarion, 2014
- Le Pays qui te ressemble, Paris, Albin Michel, 2015
- La Poupée de Kafka, Arles, Actes sud, 2016
- Trois frères en finale, Rageot, 2016
- Jenny, Paris, Sonatine éditions, 2016
- Wonderpark, saga en six tomes (Libertad, Megalopolis, Cyclos, Askaran, Discordia, Darkmoor), Nathan, 2016–2017 (Prix des Embouquineurs 2017)
- Magnetic Island, Paris, Albin Michel, 2017

### Kurzgeschichten
- Naufrage mode d'emploi in Fantasy, Fleuve noir, Anthologies (~2), Paris, 1998. Prix Ozone 1999 (Meilleure nouvelle de fantasy francophone). Grand Prix de l'Imaginaire 2000 (cat. Nouvelle française).
- Fin de transmission in Escales 2000, Fleuve Noir, Anthologies (~4), Paris, 1999.
- Forgiven  in Légendaires, Mnémos, Icares (~2), Paris, 1999.
- On est peu de chose in Jour de l'an 1000, Nestiveqnen, Horizons Fantasy, Paris, 1999.
- Atomic bomb, (mit David CALVO) in Jour de l'an 2000, Nestiveqnen, Horizons Fantasy, Paris, 2000.
- De nulle part in Jour de l'an 3000, Nestiveqnen, Horizons Fantasy, Paris, 2000.
- Fantasma Cuervo in Nestiveqnen, Faëries Nr. 3, Paris, 2000.
- L'Homme dont la mort était une forêt in Royaumes, 16 grands récits de fantasy, Fleuve Noir, Anthologies (~5), Paris, 2000.
- Passer la rivière sans toi in Il était une fée, Ed. de l'Oxymore, coll. Emblèmythiques (~2), Montpellier, 2000.
- Retour aux affaires in Privés de futur, Ed. du Bélial/Orion, Étoiles vives, 2000.
- Un dernier verre, ô dieux de l'oubli in Yellow Submarine, Nr. 130, Lyon, 2000.
- Un jour dans la vie d'Angelina Westwood in Escales 2001, Fleuve Noir, Anthologies (~7), Paris, 2000.
- Comme des fantômes [Arcadia] in Nestiveqnen, Faëries Nr. 1, Paris, 2000.
- Potentiel humain 0,487 in Les visages de l'humain, Ed. Mango Jeunesse, coll. Autres Mondes Nr. 7, Paris, 2001.
- Intérieur nuit  in Vampyres, Ed. de l'Oxymore, coll. Emblèmes Nr. 1, Montpellier, 2001.
- Le Coup du lapin in Sortilèges, Ed. de l'Oxymore, coll. Emblèmes Nr. 2, Montpellier, 2001.
- ...Et la lumière fut, in Premiers Contacts, Collection Autres Mondes, Mango 2005
- Nous étions jeunes dans l'été immobile, in Fiction #5, Les moutons électriques, Lyon, 2007
- Un léger moment d’absence, in Fiction Spécial #2, Les moutons électriques, Lyon, 2007
- Soudain, tout a changé, in Fiction Spécial #2, Les moutons électriques, Lyon, 2007
- Le Serpent qui changea le monde, in Divergences 001, anthologie de nouvelles uchroniques, Flammarion Jeunesse, coll. Ukronie 2008
- Ce qui reste du réel / Effondrement partiel d'un univers en deux jours in Retour sur l'horizon, Ed. Denoël, coll. Lunes d'encre, 2009.
- Sans douleur, in Elfes et Assassins, Anthologie des Imaginales 2013, Mnémos, Paris 2013.

### Kurzgeschichtensammlung
- Comme des fantômes - récits sauvés du feu, Les Moutons électriques, Lyon, 2008.

### Comics
- Tir Nan Og, tome 1 - l'exode, Zeichnungen von Elvire de Cock, Les Humanoïdes associés, Paris, 2006.
- Tous les matelots n'aiment pas l'eau, Zeichnungen von Lorenzo, Treize étrange, Toulouse, 2006.
- World Trade Angels, Zeichnungen von Laurent Cilluffo, Denoël Graphic, Paris, 2006.
- Tir Nan Og, tome 2 - l'héritage, Zeichnungen Elvire de Cock Les Humanoïdes associés, Paris, 2008.
- Gordo - un singe contre l'Amérique, Zeichnungen Fred Boot L'Atalante, Nantes, 2008.
- La Brigade chimérique, mit Serge Lehman, Zeichnungen von Gess, L'Atalante, Paris, 2009. Grand prix de l’Imaginaire 2010 (cat. Bande dessinée).
- Chicagoland, Zeichnungen von Sacha Goerg, Delcourt, Paris 2015.
- Seul le silence; Zeichnungen Richard Guérineau, nach R. J. Ellory; Éd. Philéas, Paris 2021; dt. Nur noch Stille, All Verlag 2022.